# Ситдиков, Касим Хасанович
Касим Хасанович Ситдиков (1913—1945) — капитан Рабоче-крестьянской Красной Армии, участник Великой Отечественной войны, Герой Советского Союза (1945).

## Биография
Касим Ситдиков родился 17 января 1913 года в селе Муслюмкино (ныне — Чистопольский район Татарстана). После окончания восьми классов школы и педтехникума работал учителем, завучем, директором в школах. В 1935—1937 годах проходил службу в Рабоче-крестьянской Красной Армии. В декабре 1939 года Ситдиков повторно был призван в армию. Окончил курсы усовершенствования командного состава. С начала Великой Отечественной войны — на её фронтах. В боях пять раз был ранен, в том числе два раза тяжело.
К марту 1945 года капитан Касим Ситдиков был старшим адъютантом 2-го батальона 458-го стрелкового пола 78-й стрелковой дивизии 27-й армии 3-го Украинского фронта. Отличился во время освобождения Венгрии. 13 марта 1945 года батальон Ситдикова отражал крупную немецкую контратаку в районе хутора Тюкреш к востоку от озера Веленце. В бою Сидтиков лично поджёг два немецких танка, был ранен, но продолжал сражаться, пока не погиб. Похоронен в районе последнего боя.
Указом Президиума Верховного Совета СССР от 29 июня 1945 года за «умелое командование подразделением, мужество и героизм, проявленные в Балатонской оборонительной операции», капитан Касим Ситдиков посмертно был удостоен высокого звания Героя Советского Союза. Также был награждён орденами Ленина, Красного Знамени и Красной Звезды.
В честь Ситдикова названы улица в Чистополе и школа в его родном селе, установлены стела в Чистополе и бюст в его родном селе.